# Передовий загін
Передови́й загі́н — тимчасово визначений підрозділ (частина, з'єднання), що висилається від загальновійськової частини (з'єднання, об'єднання) у бік противника. На марші, у ході зустрічного бою та наступу передовий загін може висилатися для дій попереду авангарду в цілях випередження противника в захваті вигідних рубежів і забезпечення розгортання своїх військ, опанування важливих населених пунктів, вузлами доріг, гірськими перевалами, плацдармами і утримання їх до підходу головних сил; в обороні — для ведення бойових дій в смузі забезпечення з метою послабити угрупування противника і встановити його задум. Дії передового загону можуть підтримуватися авіацією та артилерією.
За часів Другої світової війни до складу передового загону виділялися танкові, стрілецькі підрозділи і частини, артилерія, підрозділи інженерних військ та військ зв'язку. Видалення передового загону від авангарду або головних сил становило до декількох десятків кілометрів в залежності від обстановки. Передовим загоном називають також частину морського десанту, призначену для захвату і утримання плацдарму і забезпечення висадки головних сил десанту.